# Bird Box
Bird Box is een Amerikaanse post-apocalyptische thriller uit 2018, geregisseerd door Susanne Bier en gebaseerd op de gelijknamige roman uit 2014 van Josh Malerman. De film Bird Box ging in première op het AFI Fest op 12 november 2018. Netflix bracht de film wereldwijd uit op 21 december 2018. De eerste zeven dagen na het uitbrengen van de film werd de film door 45 miljoen mensen bekeken, een record voor een originele Netflix-film.

## Verhaal
Proloog. In een bosrijk buitengebied ergens in een post-apocalyptisch Noord-Amerika maakt de angstige Malorie met twee kinderen geblinddoekt en met vogeltjes in een doos een lange gevaarlijke reis over de rivier in een bootje. Malorie drukt de kinderen op het hart dat ze hun blinddoek niet mogen afdoen, anders zullen ze sterven.
Vijf jaar eerder in hedendaags Noord-Amerika. Malorie is zwanger en heeft een afspraak in een kliniek voor een echoscopie. Ze heeft niet veel zin in een kind en laat dat aan de arts duidelijk merken. Op het nieuws ziet ze dat er in Europa onverklaarbare massale zelfmoorden in de buitenlucht plaatsvinden. Ze besteedt er niet veel aandacht aan, Europa is tenslotte ver weg. Wanneer Malorie de kliniek verlaat en bij haar zus Jessica in de auto stapt, breekt er om hen heen massale paniek uit, waarin sommige mensen vluchten en anderen zichzelf ombrengen. Ook zus Jessica ziet tijdens het rijden iets vóór haar in de lucht, ramt de auto en brengt zichzelf vervolgens om. Malorie vlucht de auto uit, een woonhuis in, waar zich acht anderen verschanst hebben. Daar leert ze dat er overal ter wereld een onzichtbaar monster rondwaart, dat ervoor zorgt dat mensen die hem zien, gek worden en zelfmoord plegen.
De mensen in het huis leren de weken daarop tegen wil en dank met elkaar te leven. Een poging om voedsel te halen in een geblindeerde auto, en om opnames te bekijken van het monster via de beveiligingscamera leiden tot nog twee extra doden en een verliefd stelletje gaat er op een dag met de geblindeerde auto vandoor. Wel weet de groep een kooi met parkietjes te bemachtigen, waaraan te zien is of het monster in de buurt is.
Het noodlot slaat toe als de resterende vijf bewoners de vreemdeling Gary binnenlaten. Deze vertelt hen dat hij op de vlucht is voor een groep ontsnapte patiënten uit een psychiatrisch ziekenhuis. Deze patiënten hadden geen moeite met het kijken naar het monster en droegen buiten geen blinddoek. Ze hadden Gary willen dwingen om óók te kijken, maar Gary had weten te vluchten.
Wanneer Malorie en Olympia - een andere zwangere vrouw die ook in het huis aanwezig is - tegelijkertijd bevallen, en niemand daardoor op Gary let, toont Gary zijn ware aard. Hij gooit de gordijnen open en scheurt de kranten van de ramen, om iedereen “het moois” te laten zien dat buiten rondwaart. Gary wordt uitgeschakeld, maar niet voordat drie van de vijf volwassen bewoners het loodje hebben gelegd. Enkel Malorie, de twee pasgeboren baby’s en voormalig soldaat Tom zijn nu nog over in het huis.
Vijf jaar later proberen Tom, Malorie en de twee kleutertjes Jongen en Meisje - geen namen omdat Malorie zich niet te veel aan ze wil hechten - het samen te rooien. Ze hebben zich verschanst in een bosrijk buitengebied met hier en daar een huis en trekken van woning tot woning op zoek naar voedsel, kleding en speelgoed voor de kinderen. Wanneer Tom op een dag radiocontact krijgt met ene Rick, die zegt dat het bij hem veilig is, vertrouwt Malorie dat aanvankelijk niet. Nadat er echter gewapende, ongeblinddoekte vreemdelingen met slechte bedoelingen bij hun schuilplaats opduiken, waarbij Tom om het leven komt, besluit ze toch de gok te wagen en met de kinderen (en de drie parkietjes) op zoek naar Rick te gaan.
Om bij Rick te komen, moet het drietal een twee dagen durende reis maken over de rivier. Het drietal is geblinddoekt, de rivier is woelig en boosaardige mensen zonder blinddoek kunnen overal op de loer liggen. Wanneer ze overboord slaan, reizen ze over het land verder, terwijl het monster hen probeert te overtuigen om hun blinddoek af te doen. Na een hachelijke tocht vinden ze Rick. Hij blijkt een school voor blinden te runnen, met een aangename binnenplaats vol vogeltjes en spelende kinderen, waar inmiddels ook vele zienden zijn ondergedoken.
Na alle ontberingen heeft Malorie zich zo aan de twee kinderen gehecht, dat ze zich hun moeder noemt en aan Jongen en Meisje eindelijk een echte naam geeft: Tom en Olympia.

## Rolverdeling
| Acteur              | Personage      |
| ------------------- | -------------- |
| Sandra Bullock      | Malorie        |
| Trevante Rhodes     | Tom            |
| John Malkovich      | Douglas        |
| Sarah Paulson       | Jessica        |
| Jacki Weaver        | Cheryl         |
| Rosa Salazar        | Lucy           |
| Danielle Macdonald  | Olympia        |
| Lil Rel Howery      | Charlie        |
| Tom Hollander       | Gary           |
| Machine Gun Kelly   | Felix          |
| B.D. Wong           | Greg           |
| Pruitt Taylor Vince | Rick           |
| Vivien Lyra Blair   | Girl / Olympia |
| Julian Edwards      | Boy / Tom      |
| Parminder Nagra     | Dr. Lapham     |
| Rebecca Pidgeon     | Lydia          |
| Amy Gumenick        | Samantha       |
| Taylor Handley      | Jason          |

### Bird Box-challenge
In Australië werd oorspronkelijk door Netflix in samenwerking met Twitch een Bird Box-challenge geïntroduceerd, waarbij men geblinddoekt enkele populaire videospellen kon spelen. Gevolg hiervan is dat de uitdaging uitgroeide tot een internethype waarbij deelnemers blinddoeken dragen en dagelijkse activiteiten proberen uit te voeren. Netflix heeft hierop gereageerd in verschillende berichten via de sociale media om mensen te adviseren deze laatste uitdagingen niet aan te gaan.

### Beelden van echte ramp gebruikt
In januari 2019 raakte de film voor de tweede keer in korte tijd in opspraak. Kijkers van de film kwamen erachter dat in de film een scène gebruikt wordt van een echte dodelijke treinramp, dit bewuste beeld werd in de film tijdens een nieuwsuitzending vertoond. Netflix maakte bekend dat zij de beelden hadden gekocht, niet wetende van de echtheid. De scène werd echter wel in de film behouden.